# Otočić Sveti Petar
Otočić Sveti Petar är en ö i Kroatien.   Den ligger i länet Gorski kotar, i den sydvästra delen av landet, 190 km sydväst om huvudstaden Zagreb. Arean är 1,1 kvadratkilometer.
Terrängen på Otočić Sveti Petar är platt. Öns högsta punkt är 55 meter över havet. Den sträcker sig 1,5 kilometer i nord-sydlig riktning, och 2,0 kilometer i öst-västlig riktning.